# Eupentacta pseudoquinquesemita
Eupentacta pseudoquinquesemita is een zeekomkommer uit de familie Sclerodactylidae.
De wetenschappelijke naam van de soort werd in 1938 gepubliceerd door Elisabeth Deichmann.